# Norabak
Norabak (in armeno Նորաբակ?, in passato Mets Gharaghoyun poi Azizlu) è un comune dell'Armenia di 269 abitanti (2009) della provincia di Gegharkunik.